# بني خليل
قرية بنى خليل هي إحدى القرى التابعة لمركز ببا في محافظة بني سويف في جمهورية مصر العربية. حسب إحصاءات سنة 2006، بلغ إجمالي السكان في بنى خليل 608 نسمة، منهم 312 رجل و296 امرأة.